# تسشين لا لينغ
تسشين لا لينغ (بالهولندية: Tscheu La Ling) مواليد 6 يناير 1956 في لاهاي، هو لاعب كرة قدم هولندي سابق كان يلعب كلاعب وسط. لعب خلال مسيرته 315 مباراة سجل خلالها 68 هدفاً.

## المسيرة الاحترافية

### أندية لعب لها
- أدو دين هاغ
- أياكس أمستردام
- باناثينايكوس
- أولمبيك مارسيليا
- فاينورد

## روابط خارجية
- تسشين لا لينغ على موقع قاعدة بيانات كرة القدم.إي يو (الإنجليزية)
- تسشين لا لينغ على موقع ناشيونال فوتبول تيمز (الإنجليزية)
- تسشين لا لينغ على موقع عالم كرة القدم.نت (الإنجليزية)